# Baleine à bec de Travers
Mesoplodon traversii
Espèce
Synonymes
- Mesoplodon bahamondi Reyes, Van Waerebeek, Cardenas & Yáñez, 1996

Statut de conservation UICN

 DD  : Données insuffisantes
Statut CITES
La baleine à bec de Travers (Mesoplodon traversii) est une espèce de cétacés de la famille des Ziphiidae ou baleines à bec.
Elle était connue uniquement sur la base de morceaux de squelette jusqu'en décembre 2010, quand deux individus, une mère de 5 m et son petit, ont été retrouvés entiers sur une plage en Nouvelle-Zélande. D'abord attribués à la baleine à bec de Gray (Mesoplodon grayi), les spécimens ont pu être identifiés correctement après une étude de leur ADN. En juillet 2024, des restes d'un individu mâle sont découverts sur une plage de Nouvelle-Zélande, près de l'embouchure d'une rivière dans la région d'Otago, située au sud-est de l'île du Sud,.
Aucune observation attestée de cette baleine vivante n'a été jusqu'à présent enregistrée.
Le nom de cet animal commémore Henry Hammersley Travers (en), qui en a découvert en 1872 le premier os connu.
Elle est maintenant la baleine la plus rare du monde, place occupée auparavant par la baleine à bec de Longman.